# 北京大学化学与分子工程学院

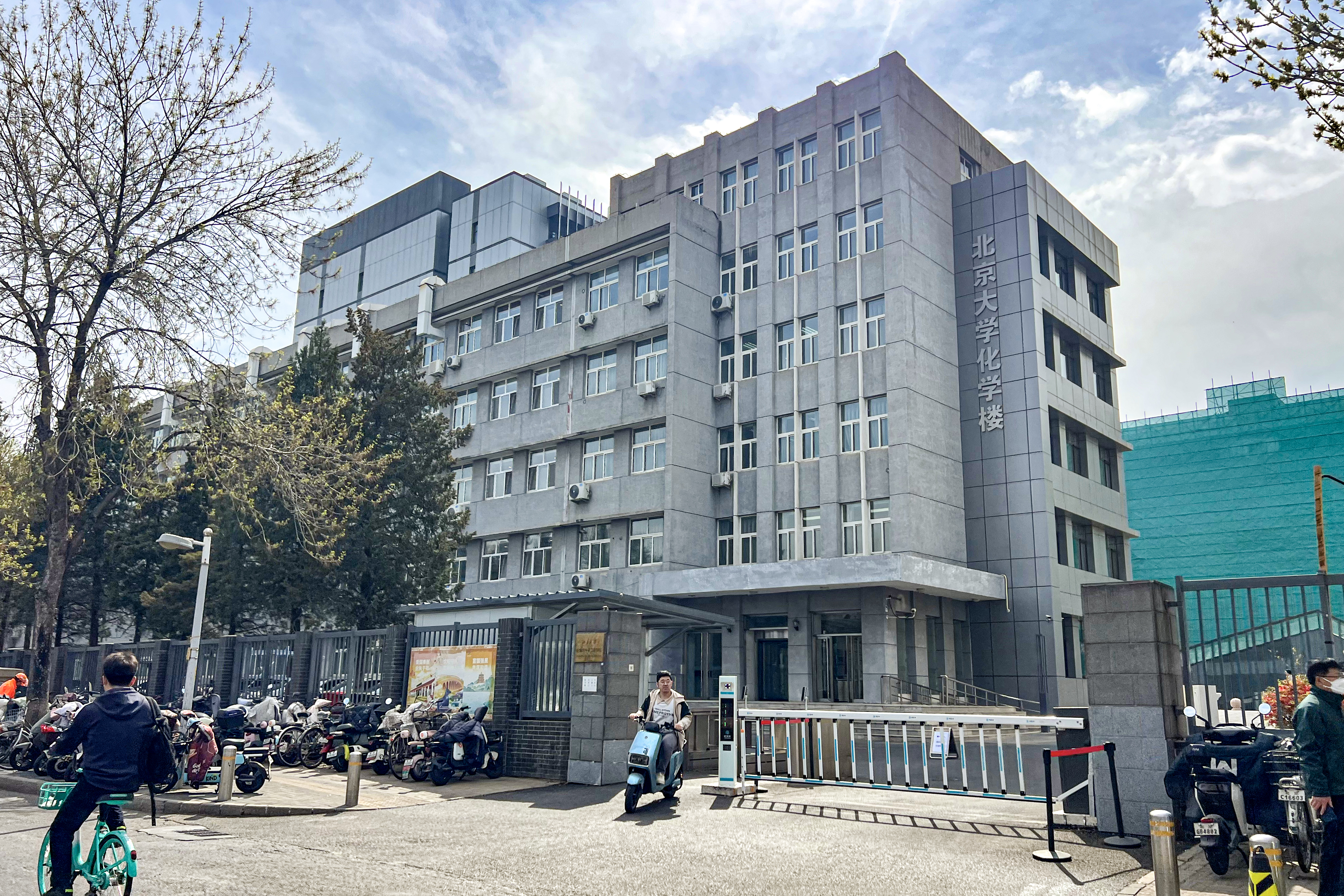
北京大学化学楼

北京大学化学与分子工程学院（英語：College of Chemistry and Molecular Engineering, Peking University，簡稱CCME），是北京大学的一个学院，通称为北京大学化学学院。

## 历史和名称由来
北京大学化学学院前身是成立于1910年的京师大学堂格致科化学门，是中国国立大学中成立最早的化学教学和研究机构。1911年武昌起义爆发后，京师大学堂改名北京大学，并一度停办。1913年化学门重新招生，1919年改称化学系。1952年全国范围院系调整后的北京大学化学系由原北京大学、清华大学、燕京大学三校的化学系重组而成，一跃成为中国国内实力最强的化学教学和研究机构之一。1994年北京大学进行部分系、所“学院化”改革尝试，化学系即为其中之一。本来预备更名为化学学院，而当时正在化学系任教的中国科学院院士唐有祺要求将「分子工程」的提法加入新的学院名称中。鉴于唐的影响力，化学系最终更名为「化学与分子工程学院」的官方名称。但是一直以来很多人都认为「化学」与「分子工程」其实是重复表达; 另一方面，「化学学院」的名称也更简洁明了，因此实际上最多使用的名称反而是最初提议的“化学学院”，并被广泛认可。2001年组建物理学院时, 原技术物理系应用化学专业并入化学学院，其他部分则并入物理学院。

## 1994年成立化学学院以来的历任院长
| 姓名   | 简介                                                                                        | 研究方向       | 任职时间  |
| ------ | ------------------------------------------------------------------------------------------- | -------------- | --------- |
| 赵新生 | 教育部「长江学者计划」特聘教授                                                              | 物理化学[a]    | 1994-1998 |
| 林建华 | 教授，曾任重庆大学校长（2010-2013）、浙江大学校长（2013-2015），北京大学校长（2015-2018）   | 无机化学       | 1998-2002 |
| 席振峰 | 教育部「长江学者计划」特聘教授、博雅讲席教授、中国科学院院士（2015年当选）                  | 有机化学       | 2002-2006 |
| 高松   | 教育部「长江学者计划」特聘教授、中国科学院院士（2007年当选），现任华南理工大学校长（2018-） | 无机化学       | 2006-2010 |
| 吴凯   | 教育部「长江学者计划」特聘教授                                                              | 物理化学       | 2010-2015 |
| 高毅勤 | 教育部「长江学者计划」特聘教授                                                              | 物理化学       | 2015-2019 |
| 陈兴   | 教授                                                                                        | 化学化学生物学 | 2019-现任 |

[a] 现为化学生物学方向/专业。

## 现状
北京大學化學學院现有教职员工两百余人，在读学生有本科生700人左右，研究生（五年制硕博连读）500人左右。
分為以下系所：高分子科學與工程系、應用化學系、化學生物學系、無機化學研究所、分析化學研究所、有機化學研究所、物理化學研究所、理論與計算化學研究所。
北京大學化学学院是中国化學界最具影响力的化学教育和研究机构之一，也是国际上最著名的中国化学教育和研究机构。2010年北京大學化学教育一百周年之际，许多国际顶级的学术研究团体和出版机构都以各种方式进行了祝贺和纪念：美国化学会和英国皇家化学会的官方网站上进行了报道或设置了专门的网页；「先进材料」(Advanced Materials)、「配位化学评述」(Coordination Chemistry Reviews)、「亚洲化学」(Chemistry - An Asian Journal)等国际顶级化学学术研究期刊都出版发行了特别纪念专辑。
北京大学化学学院也是的中国各个高校和研究院所中研究实力最为雄厚的化学系（院、所）。每个领域的许多研究工作和成果在中国乃至世界上都得到广泛的认可和关注，其中尤以无机化学和物理化学两个专业最具代表性：现任或健在的10位中国科学院院士中，无机或物理化学两个专业的化学家占8人。在1994年成立学院以来的7任院长中，五人来自无机化学或物理化学专业（无机化学：林建华、高松；物理化学：赵新生[后转为化学生物学专业]，吴凯，高毅勤），而仅有两人来自其他专业（有机化学：席振峰；化学生物学：陈兴）。
2003年底国家科技部批准北京大学化学学院与中国科学院化学研究所联合筹建北京分子科学国家实验室

负责人：席振峰院士、万立骏院士（中国科学院化学研究所）。
学院现有机构包括（按专业领域）：
- 无机化学方向：

无机化学研究所，现任所长李星国教授；

材料化学系，现任主任林建华教授；

稀土材料化学与应用国家重点实验室，现任主任严纯华院士。
- 物理化学方向：

物理化学研究所，现任所长刘忠范院士；

纳米化学研究中心，现任主任刘忠范院士；

理论与计算化学研究所，现任所长吴云东院士；

分子动态与稳态结构国家重点实验室，现任主任来鲁华教授。
- 有机化学方向：

有机化学研究所，现任所长席振峰院士；

生物有机与分子工程教育部重点实验室，现任主任王剑波教授。
- 高分子化学方向：

高分子科学与工程系(所) ，现任主任周其凤院士。

高分子化学与物理教育部重点实验室，负责人：陈尔强教授。
- 放射化学方向：

应用化学系（所），现任主任沈兴海教授；

放射化学与辐射化学国防重点学科实验室（国防科工委国防重点学科实验室）。
- 其他方向：

分析化学研究所，现任所长邵元华教授；

理论与计算化学研究所：现任所长高毅勤教授；

化学生物学系，现任主任赵新生教授。

合成与功能生物分子中心，现任主任何川教授。

软物质科学与工程中心。
- 教学、技术支持：

分析测试中心；

基础教学实验中心。

## 已故著名化学家和教育家
曾昭抡
刘云浦
钱思亮
朱汝华
孙承锷
黄子卿
袁翰青
马祖圣
蒋明谦
张龙翔
朱起鹤
傅鹰
张青莲
徐光宪
高小霞
邢其毅
冯新德
张滂

## 现任 （健在）中国科学院院士
| 姓名   | 研究方向                 | 当选时间 |
| ------ | ------------------------ | -------- |
| 唐有祺 | 物理化学                 | 1980     |
| 黎乐民 | 物理化学、理论与计算化学 | 1991     |
| 刘元方 | 放射化学                 | 1991     |
| 周其凤 | 高分子化学               | 1999     |
| 黄春辉 | 无机化学                 | 2001     |
| 吴云东 | 物理化学、理论与计算化学 | 2005     |
| 高松   | 无机化学                 | 2007     |
| 刘忠范 | 物理化学                 | 2011     |
| 严纯华 | 无机化学                 | 2011     |
| 席振峰 | 有机化学                 | 2015     |

## 国家最高科学技术奖得主
徐光宪   （2008年）
获奖原因：在稀土元素分离以及应用中做出重要贡献。